# Час по немски
„Час по немски“ (на немски: Deutschstunde) е роман от немския писател Зигфрид Ленц (1926-2014), публикуван през 1968 г.

В панорамата на западногерманската литература Зигфрид Ленц заема особено място. Дълго време той е смятан за майстор на късия разказ, усвоил уроците на съвременната американска проза, по-специално повествователната техника на Хемингуей.
И все пак първото му публикувано произведение е романът „Имаше ястреби в небето“, който излиза през 1951 г. и бива отличен с литературната награда „Рене Шикеле“. Тук Ленц засвидетелства сериозен интерес към епическата форма и вече набелязва основните мотиви на по-нататъшното си белетристично творчество – а именно: крушението на „малкия човек“ в условията на следвоенната буржоазна немска действителност и непоносимото бреме на дълга и чувството за вина. В следващите си романи „Дуел със сянката“, „Човекът сред потока“, „Хляб и зрелища“ и „Градски разговор“ писателят доразвива тези мотиви, обглежда ги от различен и нов зрителен ъгъл.
Но Зигфрид Ленц утвърждава името си на романист едва с „Час по немски“. Този негов шести роман излиза през 1968 година и скоро бива преведен на почти всички основни езици в света. Успехът е необичаен, защото романът връща читателите към една вече доста експлоатирана тема в немската книжнина. Той разглежда откровено домашни проблеми, рисува местния пейзаж и бит и прави портрет на националния характер. А всички тия белези са присъщи на една малко съмнителна „регионална литература“, която извън времето и историята прославя моралните качества и патриотизма на „истинския“ немец.

## Нулевата точка
За да се разбере по-добре това произведение, е нужно да се очертае социално-историческата ситуация на неговото възникване. Когато след Втората световна война писателят Ханс Вернер Рихтер основава свободното литературно сдружение „Група 47“, той прави пред учредителното събрание горчивата констатация, че немската национална литература е слязла на „нулевата точка“ в своето развитие и отбеляза, че младите писатели трябва да изградят новата култура без опора в традицията. Тази констатация е всъщност израз на дълбокото разочарование от официалното изкуство на Третия райх, което все още простира пипалата си извън своите исторически предели и оказва влияние в художествения живот на Западна Германия.
Пръв прекрачва „нулевата точка“ Волфганг Борхерт и посочва новите пътища на развитие. Неговото „поколение на завърналите се“ започва да създава така наречената от критиката „литература на изсечената гора“, която трябва да съживи опустошения културен пейзаж.
Зигфрид Ленц спада към „второто следвоенно поколение“, което се оформя морално и интелектуално в последните години на Хитлеровия „хилядолетен райх“ и вкусва отровата на националсоциалистическата политическа и идеологическа пропаганда. След войната това поколение се заема да възстанови връзките си със света, да навакса пропуснатото развитие на изкуството, да усвои – често прибързано и механично – новите литературни техники, стилове и похвати. Поколението на Ленц, което даде на днешната немска проза едни от най-силните автори, се появява на литературното поприще през петдесетте години на XX век – време на морална и материална разруха, когато в новосъздадената Федерална република се развихря шовинистична и реваншистка психоза. Напълно понятно е, че това поколение е изпълнено с тотално недоверие към всякаква идеология и изпитва алергия към политиката. Това парализира неговата гражданска активност и го обрича отново на социална изолация.
Твърде скоро обаче творческото поколение на Ленц се освобождава от политическата си апатия и започва да взима дейно участие в обществените борби. През 1952 година пак Ханс Вернер Рихтер основава литературния „Грюнвалдски кръг“, който насочва усилията на писателите срещу възраждането на милитаристичните, националистичните и тоталитарните тенденции във Федералната република.

## Ангажирана литература
Тогава двадесет и шест годишният Зигфрид Ленц вече е встъпил в литературата с ясното намерение да отразява в творбите си реалните политически и идеологически проблеми на живота. Той сам се нарича „ангажиран писател“ и поема защитата на „малкия човек“ пред силните на деня с чувството за принадлежност към всички унижени и оскърбени в страната си. В една своя реч Ленц заявява: „В нашия свят художникът чрез знанието си става съучастник в глада и безправието, в преследването на хората и в техните дръзки мечти, затова аз не съм склонен да приема, че тъкмо той може да си присвоява привилегията на невинността.“
Тази е изходната позиция, от която в романа си „Час по немски“ Зигфрид Ленц се обръща към парливата отечествена тема и превръща творбата си в нагледен урок по народопсихология.
Романът има двусюжетна структура и е изграден на принципа „разказ в разказ“, в него взаимно се преплитат и обогатяват различни темпорални равнища, като се развива едно външно и едно вътрешно действие. Място на външното действие е малък остров сред Елба в долното ѝ течение. Реката неспирно тече като символ на времето, покрита със синкави отблясъци на плаващия лед. Това е епохата на голямото политическо и социално заледяване, на великия студ, обхванал западногерманския гражданин зад примамливата фасада на „стопанското чудо“.

## Островът
Историческото време е 1954 година, а героят е двадесет и една годишният Зиги Йепсен, въдворен в поправителен дом за трудно поддаващи се на възпитание младежи. Така островът се превръща в пародийна „педагогическа провинция“, където в сатиричен контраст с „Вилхелм Майстер“ на Гьоте и „Игра на стъклени перли“ на Херман Хесе се възпитава и подготвя за живот ново младо поколение. Неслучайно най-омразни за питомците на изправителното заведение са часовете по немски. От темите за съчинения, които учителят д-р Корбюн им възлага, те „дори физически страдат“. И за да бъде пародията пълна, една моторница от Хамбург стоварва седмично стотици психолози, които проявяват направо болезнен интерес към трудно поддаващите се на възпитание момчета.
Психологията открай време е била немска дисциплина, но тук я виждаме представена като наукообразен резултат от пълната неспособност да се проникне в човешката душа. А понеже немска стихия е и музиката, директорът на дома Химпел композира вдъхновени от красотата на природата песнички, в които непременно се споменава Елба, влажният морски въздух, приведените, но непревиваеми тръстики, полетът на белокрилите чайки, но също и развети забрадки и призивният зов на корабните сирени. А островният хор на възпитаниците е удостоен с честта да акушира раждането на всички тези песни.

## Радостите на дълга
Сред този пародиен и сатиричен декор протича същинското, вътрешно действие в романа. И то започва, когато един зимен ден учителят по немски задава съчинение на тема „Радостите на дълга“, а питомецът Зиги Йепсен предава тетрадката си празна, защото неочаквано и за самия него той разбира, че има да разказва прекалено много или „поне толкова много, че колкото и да се мъчех, не знаех откъде да започна“. Мислейки върху зададената тема, героят на Ленц се сеща единствено за своя баща, за неговата униформа, за служебния му велосипед, за бинокъла и мушамената му пелерина, развявана от постоянния западен вятър по билото на дигата. Защото бащата е бил в годините на Райха, а и сега е полицай от най-северния полицейски пост на Германия в Шлезвиг-Холщайн. Повратната точка в хода на действието настъпва, когато учителят и директорът не искат да повярват на момчето, че тъкмо напливът на мисли му е попречил да изложи „радостите на дълга“, заподозряват го в непокорство и бунт и го наказват да остане сам в килията си, докато напише съчинението. И там в продължение на близо четири месеца героят преминава през дълбок вътрешен процес на самопознание и разбиране на света, когато описва своите преживявания с баща си – човека на дълга.
Така Ленц се доближава до своята основна тема – вината и личната отговорност на всекиго, въпреки или тъкмо породи смазващите социално-политически условия. Полицаят Йенс Оле Йепсен представлява „поколението на бащите“, което пряко или косвено подпомогна възшествието на Хитлер в Германия. Той се грижи единствено за доброто изпълнение на всяка дадена му заповед, без да се интересува от нейния смисъл или нейната цел. Негов девиз е: „Не е нужно да разбираш повече, отколкото ти се казва.“ Така през април 1943 година фашистката власт забранява на именития художник Лудвиг Нансен да рисува и обявява творчеството му за „изродено“. Полицаят Йепсен лично занася на приятеля си от детинство правителственото решение. Някога художникът му е спасил живота, но дори и това не събужда у него въпроси за справедливостта на тая мярка. Последователно и без угризения на съвестта полицаят се заема да следи спазването на забраната по всяко време на деня и годината, да пресича още в самия зародиш възникването на каквато и да е картина, да предотвратява всички застрашаващи държавата прояви на творчески порив.

## Конфликтът между поколенията
И тук Ленц въвежда мотива за идейния конфликт между поколенията. При изпълнението на своята задача Йепсен не се свени да използва десетгодишния си син като съгледвач. Но момчето реагира различно на начина, по който са го възпитавали. Творбите на Нансен му разкриват един непознат и замайващ свят. И за да спаси картините, които художникът рисува въпреки забраната, Зиги ги краде и крие на сигурно място в една изоставена мелница.
Чрез образа на полицая писателят майсторски провежда идеята си за приемствеността на верноподаничеството, независимо от политическия режим. След войната Йепсен за кратко е интерниран, но после отново получава старата си служба. За него е настъпила само известна промяна в униформата и снаряжението, дейността му обаче си остава същата. Той и сега има единствената грижа добре да изпълнява дадените му заповеди. И без сянка от смущение придружава английския областен комисар, който връчва на Нансен диплом за почетен член на Кралската академия.
Самият Йепсен не само че не се разкайва за онова, което е извършил спрямо художника, но тайно унищожава творбите, които са се изплъзнали от предишния му контрол. Един ден старата мелница със скритите картини е обхваната от пламъци. Тогава момчето се изпълва от натрапчивата идея, че трябва да предпазва от баща си всички произведения на изкуството и да ги съхранява на сигурно място. И след няколко кражби от художествени галерии то е въдворено в поправителния дом на острова. А Зиги заживява с мисълта, че е изпратен тук вместо баща си, когото обществото е забравило да превъзпита. Синът поема върху себе си вината на своя баща с надеждата, че „може би напредъка, който аз ще направя тук, той ще възприеме един ден от мен“.

## Отговорностите на твореца
Така в романа си „Час по немски“ Зигфрид Ленц разкрива как сляпото следване на един нравствен принцип, какъвто е предаността към дълга, може да въздейства разрушително върху личността и обществото при определена политическа ситуация. Тук се поставя и въпросът за дълга и отговорността на творческата личност. Когато английският областен комисар се осведомява дали една столица не е по благоприятна за работа, художникът Нансен – а с него и писателят Ленц – отвръща: „Столиците, които са ни необходими, ние носим в себе си. Моята столица е тук вътре: малкото години, които още ми остават, няма да стигнат да разкажа за това късче земя всичко, което заслужава да бъде разказано.“
И в тази реплика се съдържа творческото кредо на писателя, което той изразява в една статия с думите: „Литературата открива своята истина единствено в творческия акт. Като разбулва битието посредством измислицата, тя по определен начин въздейства законодателно. Измисленият модел, макар и все още да съдържа в себе си конкретния случай, същевременно насочва извън него и го прави общозадължителен.“
В „Час по немски“ Зигфрид Ленц съпоставя настояще и минало, подтиква към размисъл върху повелите на дълга и отговорността и внушава идеята, че са възможни по-радостни социални и политически преобразования в страната му. Така творбата на писателя добива нова, нетрадиционна функция на „образователен роман“, понеже тук се възпитава не толкова героят на повествованието, колкото самият читател.